# Мизезије
Мизезије (грчки: Μιζίζιος) је био византијски генерал и узурпатор.

## Биографија
Према писму папе Гргура II упућеном цару Лаву III, Мизезије је био управник теме Опсикије. Каснија Сиријска хроника наводи га као патрикија. Цар Констанс II убијен је 668. године у својој резиденцији Сиракузи (Сицилија). Војска је за цара прогласила Мезизија. Он је на Сицилији владао неколико месеци. Међутим, чим је вест о узурпацији стигла у Цариград, Константин IV је послао војску на Сицилију. Војска је свргла и убила Мезизија. Мезизијеве присталице депортоване су у Цариград.